# Eiji Toyoda
Eiji Toyoda (豊田 英二, Toyoda Eiji), né le 12 septembre 1913 à Nagoya et mort le 17 septembre 2013 à Toyota City, est un industriel japonais, cousin et collaborateur de Kiichiro Toyoda.
Eiji Toyoda dirige le constructeur automobile Toyota de 1967 à 1982, puis préside son conseil d'administration jusqu'en 1992. Il est décoré du grand cordon de l'ordre du Soleil levant.

## Biographie
Eiji Toyoda étudie l'ingénierie mécanique à l'université impériale de Tokyo de 1933 à 1936 pendant que son cousin, Kiichiro Toyoda, construit une usine automobile dans la ville de Nagoya. Il travaille pour Toyota Industries (alors Toyoda Automatic Loom Works, Ltd.), l'entreprise familiale fondée en 1926 par son oncle Sakichi Toyoda, avant d'intégrer Toyota Motor Corporation, sa branche automobile devenue indépendante en 1937. En 1938, Kiichiro Toyoda demande à son cousin de superviser la construction d'une nouvelle usine à 32 km à l'est de Nagoya, sur le site d'une forêt de pins rouges dans la ville de Koromo, renommée plus tard Toyota City. Elle est considérée comme l'usine mère de la firme.
La firme Toyota fabrique des camions pour l'armée américaine durant la guerre de Corée, ce qui permet à Eiji Toyoda d'entreprendre un voyage d'étude aux États-Unis en 1950. Il se familiarise avec les méthodes de production mises au point par la Ford Motor Company. De retour des États-Unis, il élabore avec Taiichi Ōno un nouveau système de production. Le « système de production de Toyota », aussi appelé toyotisme, permet d'assurer une production à flux tendu (Kanban) et ainsi de réduire les gaspillages et d'améliorer la qualité de la production (Kaizen). Eiji Toyoda accède au poste de vice-président en 1960, puis est nommé directeur général de l'entreprise en 1967. Sous sa direction, Toyota se développe sur de nouveaux marchés, dont les États-Unis, grâce au succès de la Corolla. Au début des années 1980, il lance le projet Lexus afin de faire entrer Toyota sur le segment des voitures de luxe. Eiji Toyoda occupe le poste de président du conseil d'administration entre 1982 et 1992,,.
Eiji Toyoda meurt le 17 septembre 2013 d'une défaillance cardiaque à Toyota City, Japon. Il était sous traitement au Toyota Memorial Hospital, fondé en 1938.

## Distinctions
En Avril 1971, il reçoit la Médaille au ruban bleu, Ran-ju Hōshō (藍綬褒章), Donnée à « ceux qui ont amélioré le service public et à ceux ont fait des apports remarquables à l'industrie ».
En Novembre 1983, il reçoit le grand cordon de l'ordre du trésor sacré (瑞宝章). Il récompense les personnes qui ont rendu des services distingués, tant civils que militaires, au pays.
En 1990, Eiji Toyoda est décoré du grand cordon de l'ordre du Soleil levant,.

## Récompenses
En 1994, Eiji Toyoda est le second Japonais, après Soichiro Honda, à être intronisé au Hall of Fame de l'automobile de Dearborn, Michigan.